# Rhynchopyga semirufa
Rhynchopyga semirufa là một loài bướm đêm thuộc phân họ Arctiinae, họ Erebidae.